# Мирный доллар
В Википедии есть другие статьи об 1 долларе США
Мирный доллар — серебряная монета США номиналом в 1 доллар. Выпускалась в 1921–1928, 1934–1935 и 1964 годах. Изначально планировалось отчеканить памятную монету в честь окончания Первой мировой войны. Своим названием обязана слову «PEACE» в нижней части реверса.

## История
В 1918 году американская ассоциация нумизматов обратилась с письмом, призывающим выпустить памятную монету в честь окончания Первой мировой войны.
Был объявлен конкурс, в котором приняло участие 9 человек. В результате Антонио де Франчиски было поручено создать изображение будущей монеты.
Монета выпускалась на монетных дворах Филадельфии, Денвера и Сан-Франциско. Обозначение монетного двора (D — для Денвера, S — для Сан-Франциско) находится на реверсе монеты под обозначением номинала «ONE». Монеты, выпущенные в Филадельфии, не имеют соответствующей буквы.
В 2021 году, в честь столетнего юбилея с начала выпуска «мирного доллара», чеканка монеты была возобновлена, размер и масса монеты осталась прежней, но теперь она изготавливается из серебра 999 пробы, из-за чего её толщина немного уменьшилась, чеканка монеты продолжается и в настоящее время.

## Тираж
| год  | Тираж монетного двора Филадельфии | Тираж монетного двора Денвера | Тираж монетного двора Сан-Франциско |
| ---- | --------------------------------- | ----------------------------- | ----------------------------------- |
| 1921 | 1 006 473                         |                               |                                     |
| 1922 | 51 737 000                        | 15 063 000                    | 17 475 000                          |
| 1923 | 30 800 000                        | 6 811 000                     | 19 020 000                          |
| 1924 | 11 811 000                        |                               | 1 728 000                           |
| 1925 | 10 198 000                        |                               | 1 610 000                           |
| 1926 | 1 939 000                         | 2 348 700                     | 6 980 000                           |
| 1927 | 848 000                           | 1 268 900                     | 866 000                             |
| 1928 | 360 649                           |                               | 1 632 000                           |
| 1934 | 954 057                           | 1 569 500                     | 1 011 000                           |
| 1935 | 1 576 000                         |                               | 1 964 000                           |
| 1964 |                                   | 316 076                       |                                     |

## Изображение

### Аверс
На аверсе Антонио де Франчиски изобразил Свободу. В качестве модели для изображения он использовал свою жену Терезу. Вверху находится надпись «LIBERTY». Надпись «IN GOD WE TRVST» содержит латинскую «V» вместо латинской «U».

### Реверс
Первоначально Антонио де Франчиски планировал поместить на реверс геральдический символ США — белоголового орлана, держащего в когтях сломанный меч. Однако такое изображение могло символизировать также и поражение. В связи с этим гравёр Морган заменил меч на оливковую ветвь, которая сама по себе символизирует мир. Орёл сидит на скале, на которой находится надпись «PEACE». Благодаря ей, монета получила своё название «мирного доллара».